# Mulat
Mulat est une census-designated place située dans le comté de Santa Rosa, dans l’État de Floride, aux États-Unis.

## Démographie
| 2000 | 2010 | - | - | - | - |
| ---- | ---- | - | - | - | - |
| 338  | 259  | - | - | - | - |

Sa population s’élevait à 259 habitants lors du recensement de 2010.

## Source
- (en) Cet article est partiellement ou en totalité issu de l’article de Wikipédia en anglais intitulé « Mulat, Florida » (voir la liste des auteurs).